# Liste deutscher Stadtgründungen/1. Jahrhundert v. Chr.
Folgende Städte wurden im 1. Jahrhundert v. Chr. gegründet.
- 38 v. Chr., spätestens 19 v. Chr. Köln als römische Gründung (lat. Oppidum Ubiorum)
- 18/17 v. Chr. Trier, römische Gründung (lat. Augusta Treverorum)
- 16 v. Chr. Neuss, Gründung als Kastell Novaesium durch Drusus.
- 15 v. Chr. Augsburg, Gründung als römisches Legionslager (lat. Augusta Vindelicum)
- 15 v. Chr. Kempten (Allgäu), römische Gründung (lat. Cambodunum)
- 14 v. Chr. Worms, Eroberung und Befestigung der bestehenden keltischen Siedlung durch die Römer (lat. Civitas Vangionum)
- 13 v. Chr. Mainz, römische Gründung (lat. Mogontiacum)
- 13/12 v. Chr. Xanten, römische Gründung (lat. Vetera)
- 12 v. Chr. Andernach, römische Gründung (lat. Antunnacum)
- 12 v. Chr. Bonn, römische Gründung eines Erkundungslagers im Bereich einer ubischen Siedlung (lat. Bonna)
- 10 v. Chr. Speyer, römische Gründung (lat. Noviomagus Nemetum bzw. Nemetae)
- 9 v. Chr. Koblenz, römische Gründung (lat. Confluentes)